# Clusia valerii
Clusia valerii là một loài thực vật có hoa trong họ Bứa. Loài này được Standl. mô tả khoa học đầu tiên năm 1937.